# Basilinna xantusii
El colibrí de Xantus (Basilinna xantusii), también conocido como chupaflor peninsular, zafiro de pecho negro, zafiro bajacaliforniano o zafiro de Xantus, es una especie de ave apodiforme de la familia Trochilidae —los colibríes— , una de las dos pertenecientes al género Basilinna. Es endémica de la península de Baja California en México. 

## Distribución y hábitat
Se distribuye exclusivamente en el sur de la península de Baja California en México. También ha sido registrado como errante por la costa del Pacífico hasta la Columbia Británica en Canadá.
Esta especie es considerada bastante común en su restringida área de distribución en sus hábitats naturales: se reproduce principalmente en matorrales subtropicales áridos, robledales (Quercus spp.) y pinares (Pinus spp.), robledales desde los piedemontes y cañones hasta las laderas superiores de las montañas. También en huertos y jardines. Desde el nivel del mar hasta los 2200 m de altitud.
Se alimenta de néctar utilizando su larga lengua extensible o captura insectos en vuelo.

## Descripción
Mide 8 a 9 cm de longitud y pesa aproximadamente 3 a 4 g. Los adultos son de color predominantemente verde en su parte superior y la espalda. La cola es de color oscuro. La característica más destacada es una raya ocular blanca encontrada tanto en los machos como en las hembras. Las partes inferiores son de color marrón-canela, que se extiende más arriba en la garganta en las hembras. El color verde sustituye al marrón en la garganta de los machos. El pico de los machos es recto y delgado, de color rojo en la base y la punta negra. La corona y la cara son de color negro azulado.

## Sistemática

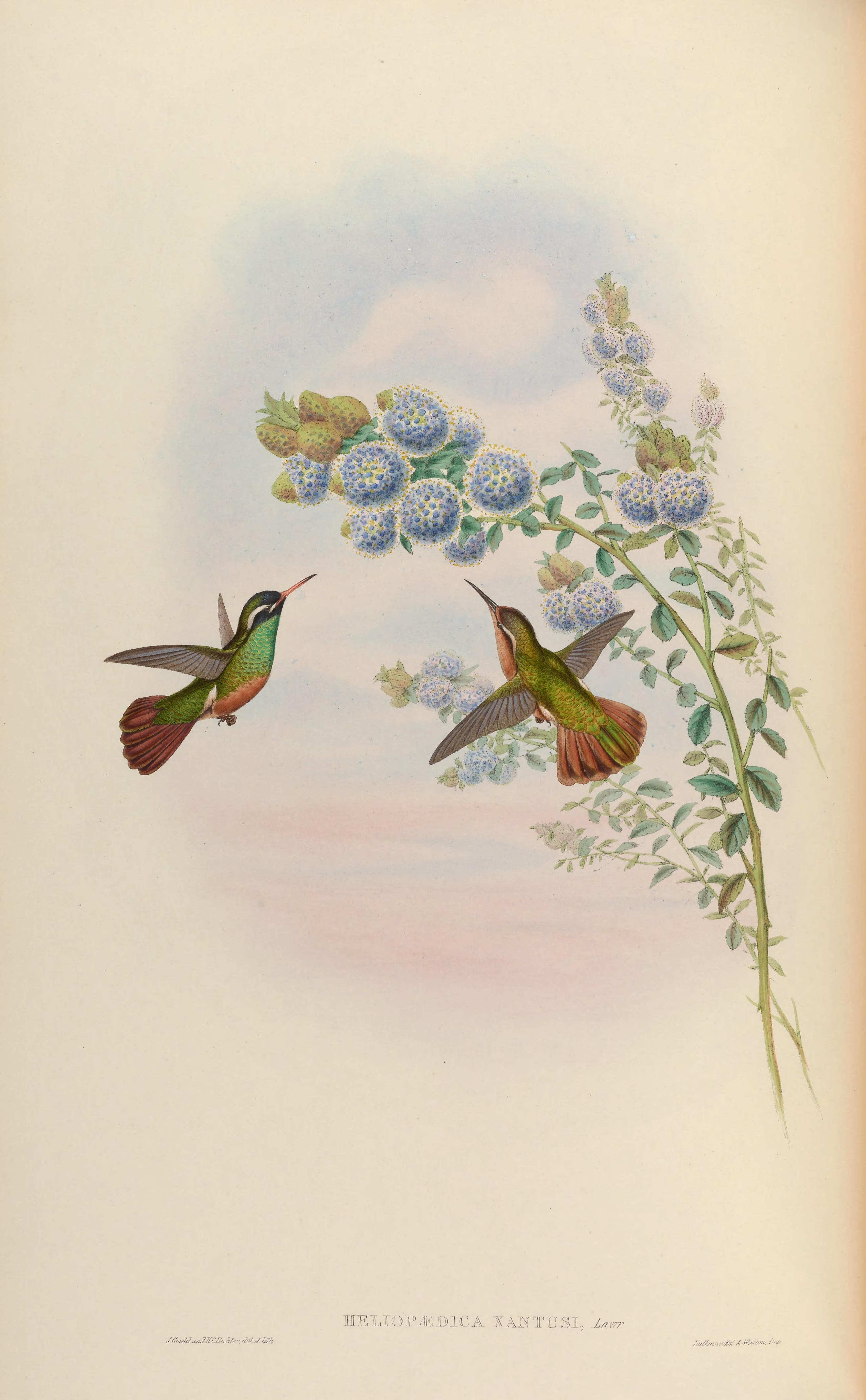
Heliopaedica xantusi, sinónimo de Basilinna xantusii, ilustración de Gould y Richter en A monograph of the Trochilidae, or family of humming-birds 2, 1861.

### Descripción original
La especie B. xantusii fue descrita por primera vez por el ornitólogo estadounidense George Newbold Lawrence en 1860 bajo el nombre científico Amazilia xantusii; su localidad tipo es: «Cabo San Lucas, Baja California, México».

### Etimología
El nombre genérico femenino «Basilinna» proviene del griego y significa ‘reina’; y el nombre de la especie «xantusii», conmemora al zoólogo húngaro John Xantus de Vesey (1825–1894), quien recolectó el primer espécimen de la especie.

### Taxonomía
Inicialmente fue tratada en el presente género, pero por mucho tiempo fue incluida en el género Hylocharis, pero las diferencias ecológicas, de comportamiento, vocales, de plumaje y estructurales llevaron a separarla nuevamemente en el presente género. Es monotípica.